# Stenoparmena crinita
Stenoparmena crinita är en skalbaggsart som beskrevs av Thomson 1864. Stenoparmena crinita ingår i släktet Stenoparmena och familjen långhorningar. Inga underarter finns listade i Catalogue of Life.